# Леуза
Леуза́ (рос. Леуза) — село у складі Кігинського району Башкортостану, Росія. Адміністративний центр Леузинської сільської ради.
Населення — 1076 осіб (2010; 1098 в 2002).
Національний склад:
- росіяни — 54 %
- башкири — 30 %